# Embalse de la Encantada (Córdoba)
El embalse de la Encantada se encuentra en la Urbanización de Las Jaras, una aldea periférica a 15 kilómetros de Córdoba, Andalucía, España. Pertenece a la Confederación Hidrográfica del Guadalquivir y se encuentra en la carretera entre Córdoba y Villaviciosa, la CO-3405.

## Historia
El embalse fue promovido en 1976 por el promotor de la Urbanización de Las Jaras, Antonio Taboada Jurado, con el objetivo de crear una zona residencial en las cercanías de la ciudad, pero con el paisaje idílico de Sierra Morena. Fue construido sobre el cauce del río Encantada en ese mismo año, alberga una capacidad de 1,3 hectómetros cúbicos y es de gravedad con una altura desde cimientos de 24.200 metros y una longitud de coronación de 98 metros.
Suministra a las urbanizaciones de Las Jaras, El Raso y Sol y Luna. Entre las actividades deportivas y de ocio que se realizan en el embalse se encuentra la pesca, con un permiso correspondiente, la motonaútica, celebrándose campeonatos por el Club de Modelismo Naval RC de Córdoba, y senderismo.
Desde hace varios años los vecinos que reciben agua de esta zona se quejan del incesante vertido de aguas fecales que ha llevado a la aparición de peces muertos en las orillas. La Confederación Hidrográfica del Guadalquivir ha instado al Ayuntamiento de Córdoba a controlar estos vertidos, tanto ilegales como por una rotura en las canalizaciones, aunque continúa sin una solución.

## Fauna y flora
El embalse de la Encantada alberga diversa flora en el entorno del lago como carrizos, eneas, adelfas y juncos, que dan cobijo a multitud de aves como el avetorillo, el martín pescador, la oropéndola, el chochín o el ruiseñor, entre otros. También frecuenta las aguas de este embalse la nutria, posiblemente procedente del cercano río Guadiato.